# أنواع التصوير الضوئي

## تصوير الطبيعة Natural landscape

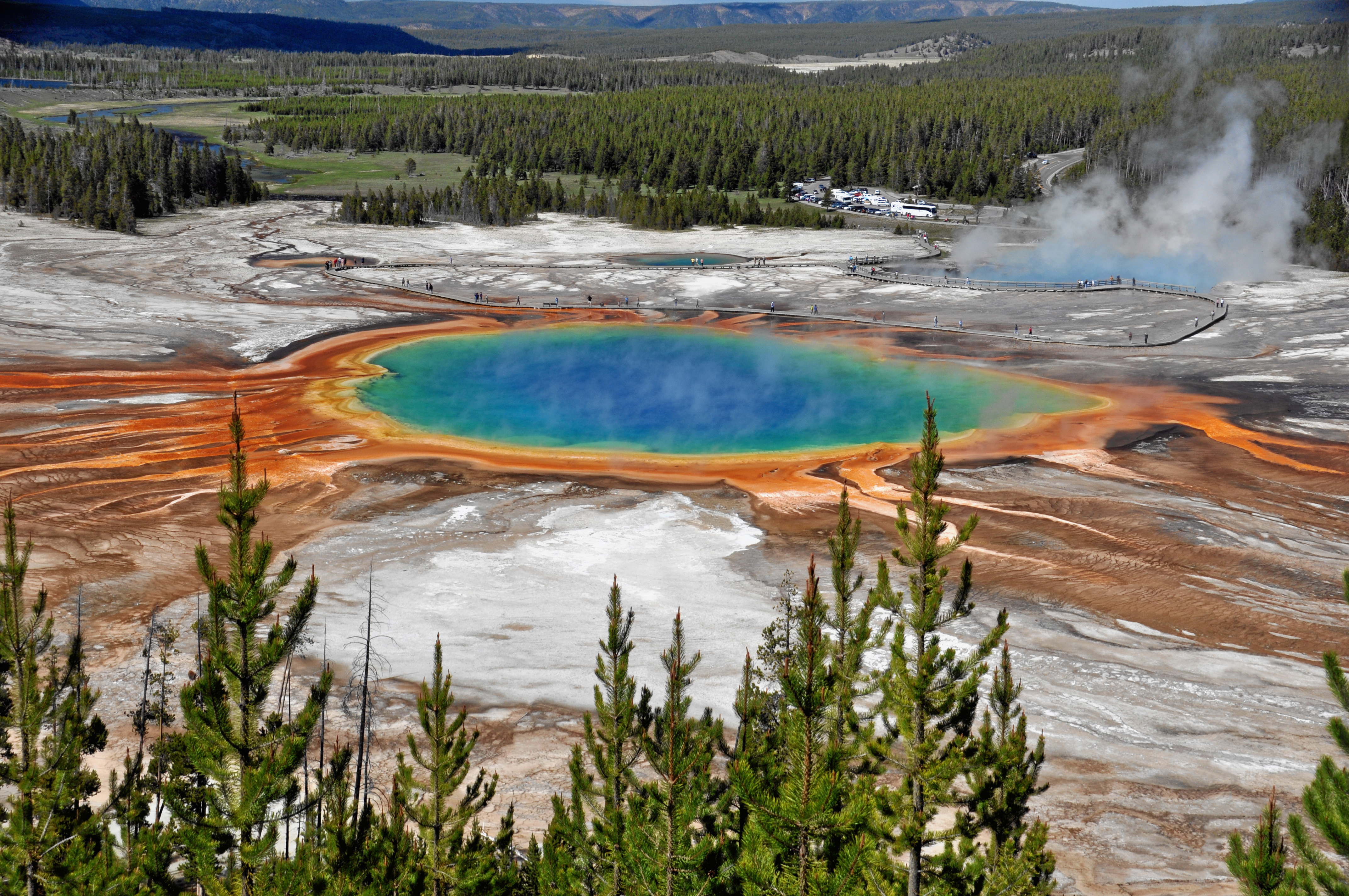
تصوير للطبيعة يظهر نبعُ البُراق الكبير في ولاية وايومنگ الأمريكيَّة.

في تصوير الطبيعة يجب مراعاة وجود الأرض، السماء والماء إن وجد مزج هذه التكوينات الطبيعية مع وجود القمر أو النجوم بزاوية وإضاءة معينة يعطي المصور نتائج مبهرة..
أفضل الأوقات لتصوير المناظر الطبيعية هو الغروب أو الشروق مع وجود السحب ومراقبة تحركها وتكون الظلال.

## تصوير المدن

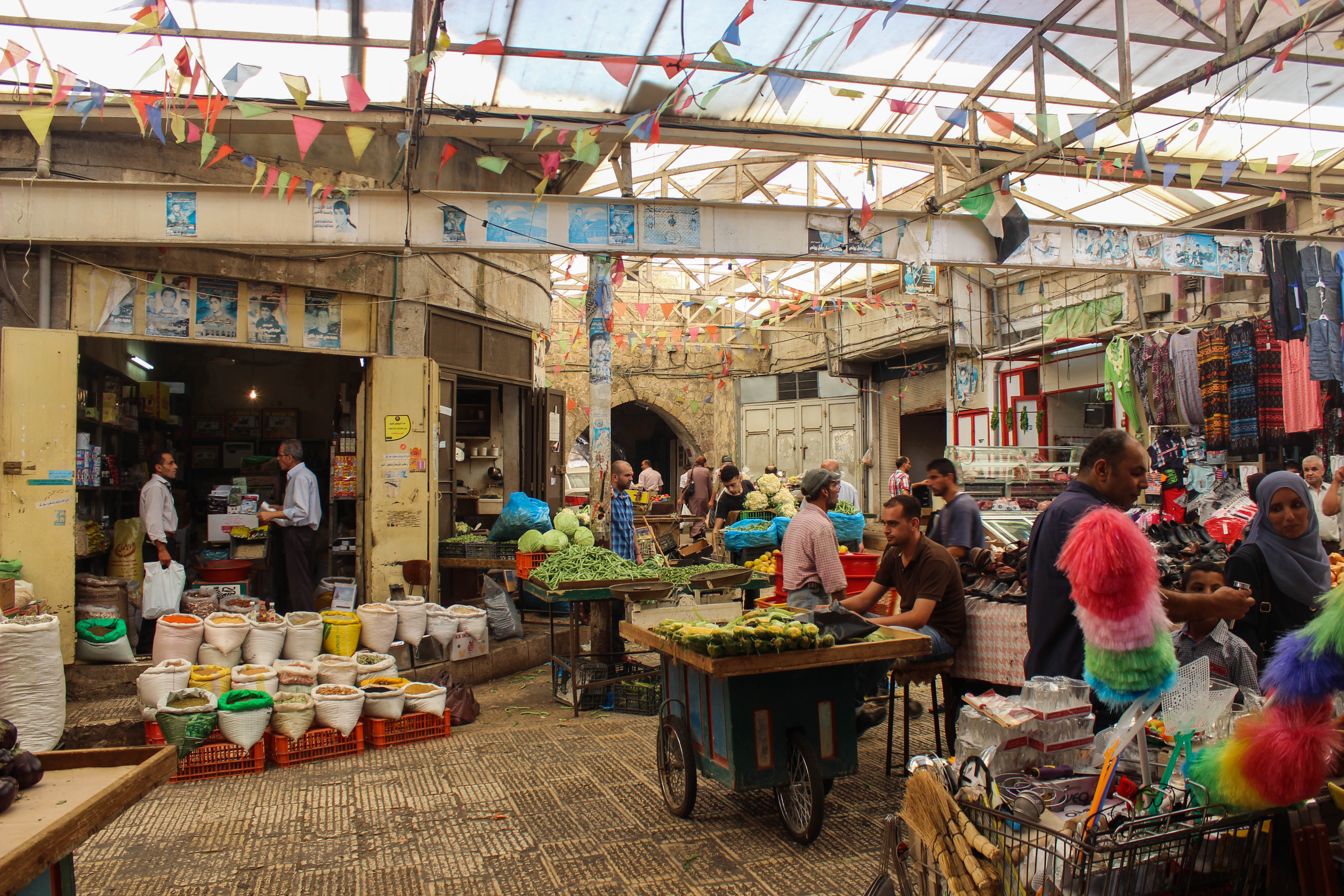
صورة حياة المدن لإحدى الأسواق القديمة في مدينة نابلس.

هو كل ما يعبر عن حياة المدينة وما يدور في شوارعها من أحداث معيشية وتصوير لطرق العيش لمختلف الشعوب
في مختلف مدن العالم.

## تصوير ليلي Night Photography

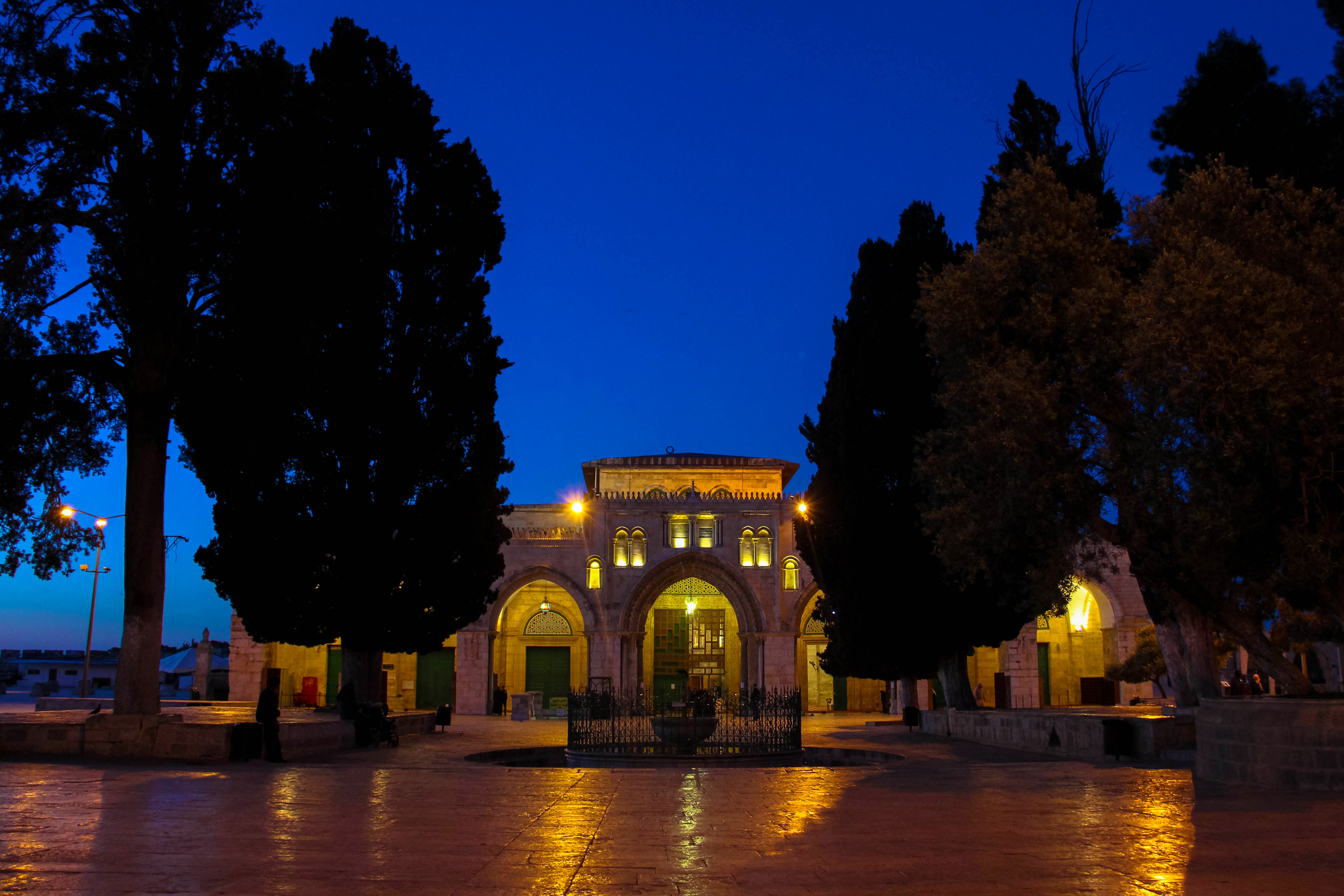
تصوير ليلي يظهر الجّامعُ القِبليّ فجرًا.

التصوير الليلي له وقت محدد، والوقت المثالي للتصوير هو بعد غروب الشمس بدقائق أو وقبل بزوغ الشمس عندما يكون لون السماء أزرق قاتم ولا يتم استخدام
الفلاش في الصور الليلية ونحتاج إلى حامل ثلاثي للكاميرا أو نقوم بوضع الكاميرا على سطح ثابت.   لضمان عدم اهتزاز الكاميرا.

## تصوير الحياة البرية Wildlife photography

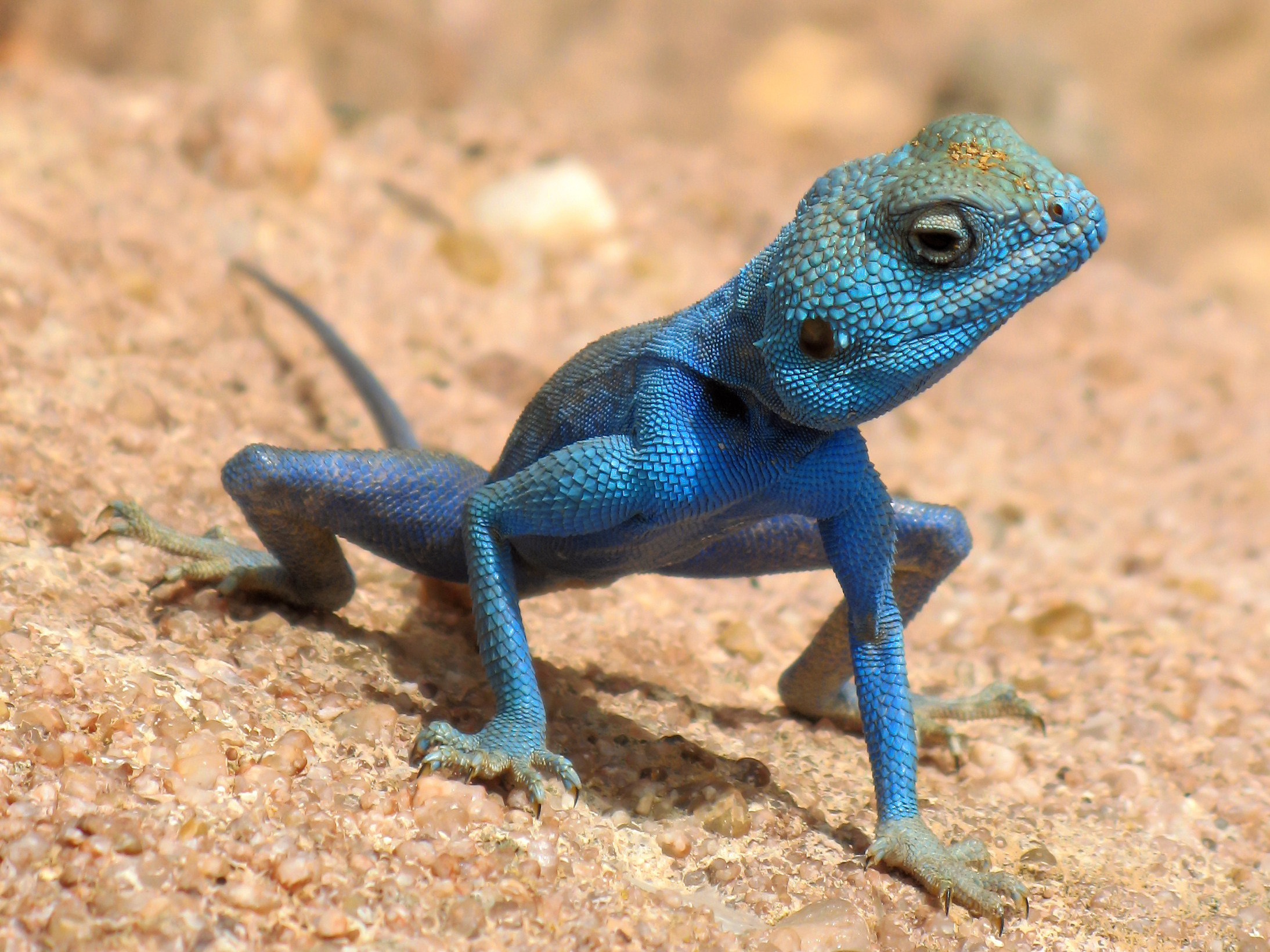
تصوير بري يظهر حرذون سينائي، من الأردن. هذه الزواحف شائعة الوجود في الصحاري المحيطة بالبحر الأحمر خصوصًا. خلال موسم التناسل، يتحوَّل لون الذكور إلى الأزرق الفاقع حتى تجتذب الإناث.

تصوير الحياة البرية هو تصوير الحيوانات والحياة البرية بشكل عام من حيوانات وطيور وحشرات... إلخ
هذا النوع من التصوير يحتاج إلى الدقة والمراقبة لاقتناص أفضل الصور للحيوان مع دراسة شاملة لبيئة الكائن قبل التصوير لمعرفة أماكن تواجد الحيوانات ووقت التكاثر.

## الأبيض والأسود Black and White

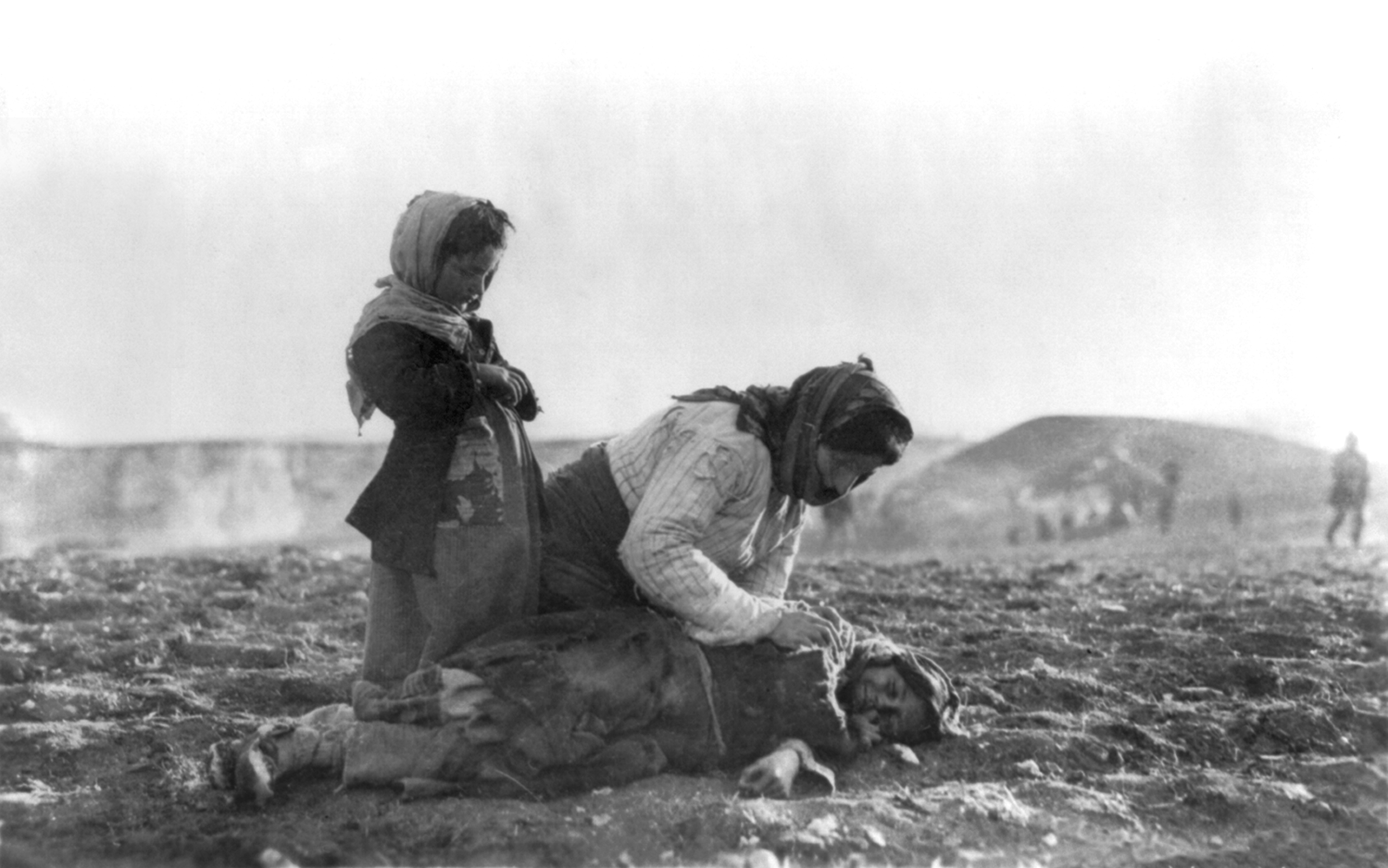
صورة بالأبيض والأسود لأم راكعة بجوار طفلتها الميتة أثناء الحرب العالمية الأولى.

فن عريق وهناك عدة اختيارات من الصور يمكن استخدام تقنية الأبيض والأسود عليها يفضل أن تحتوي الصورة على درجات الأبيض ودرجات الأسود جميعها التي تقارب السبع درجات حتى يكتمل التميز.. 
بعض الكاميرات الرقمية يوجد بها خيار التصوير
الأبيض والأسود وبعض الكاميرات لا يوجد بها هذا الخيار لكن يمكن للمصور تحويل الصور إلى الأبيض والأسود عن طريق برامج المرافقة للكاميرا أو برنامج الفوتوشوب
الغني عن التعريف.

## تصوير الماكرو Macro photography

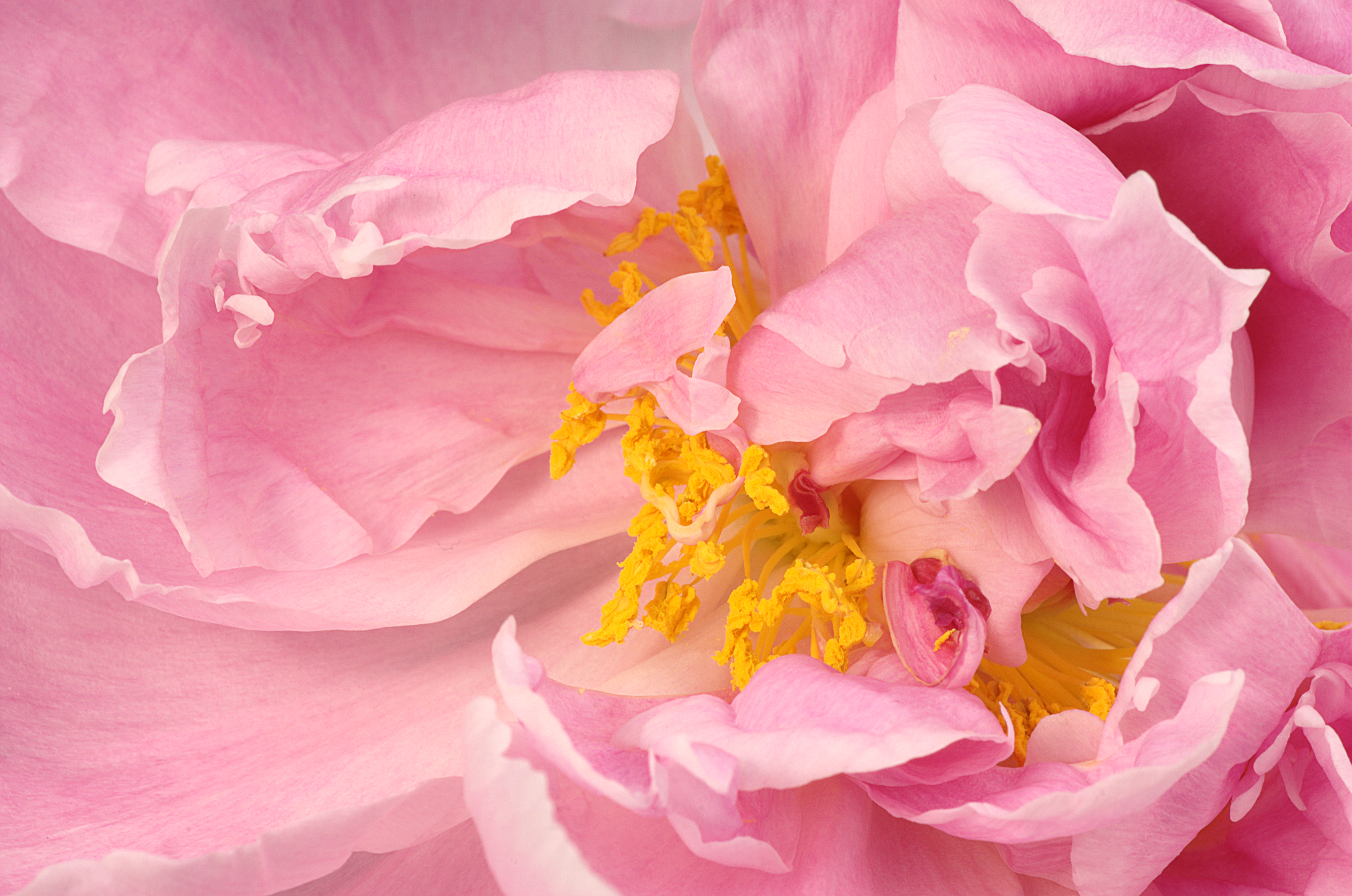
صُورة مُقرَّبة تُظهرُ تفاصيل زهرة عودُ الصليب.

التصوير القريب هو تصوير الأشياء القريبة مع إظهار تفاصيلها الدقيقة مثل الحشرات، الورود، وصفحات الكتب.. إلخ (أنواع التصوير القريب)
- تصوير الكلوس آب ويكون بنسبة تجسيم (2:1)
- تصوير الماكرو ويكون بنسبة تجسيم (1:1) - هو الحجم الطبيعي -
- وتصوير المايكرو ويكون بنسبة تجسيم (1:10)

وهو الدخول في التفاصيل الدقيقة جداً
هو كل شيء لا تراه بالعين المجردة.

## تصوير الأشخاص Portrait photography

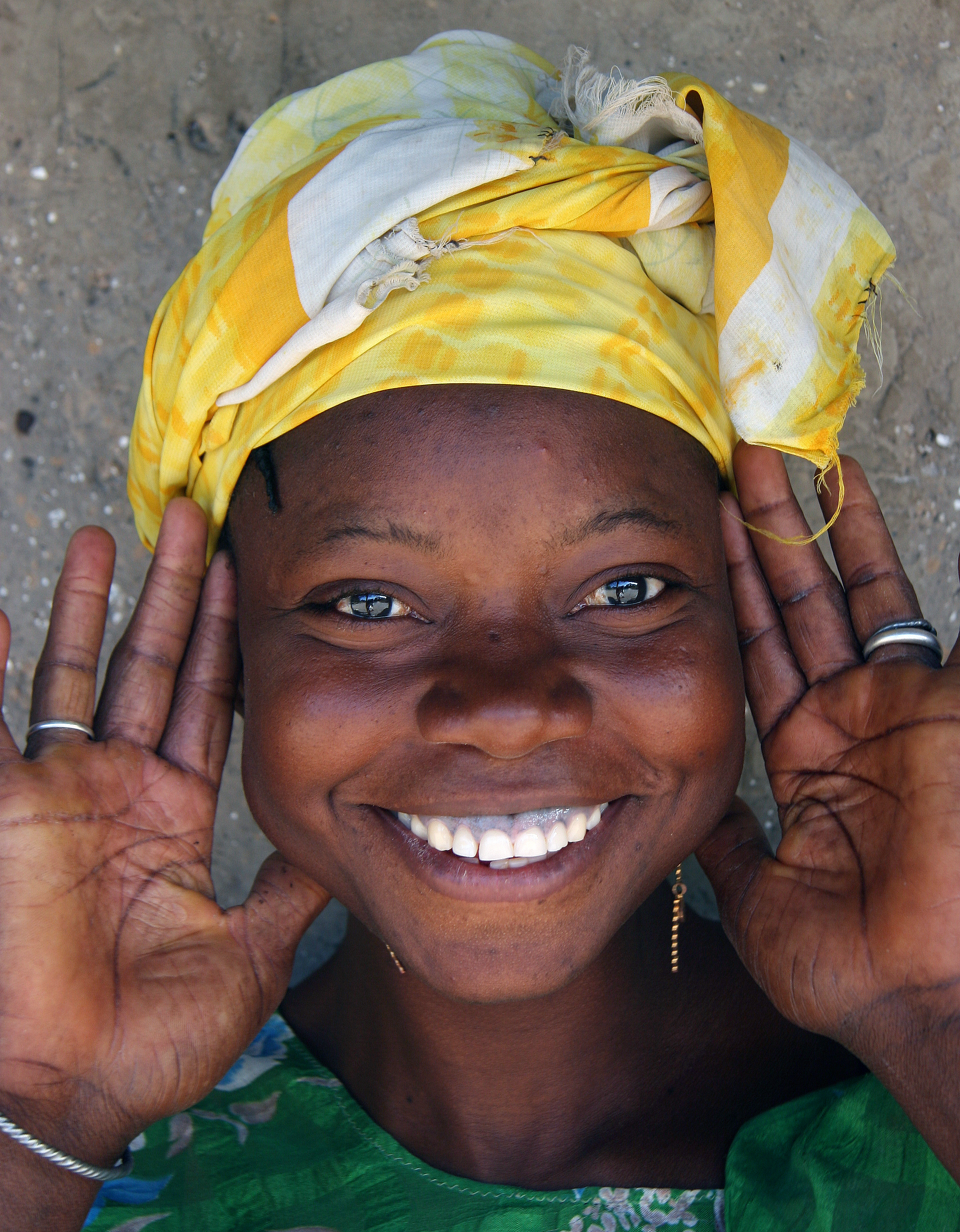
صورة شخصية تظهر فتاة من غامبيا. التُقطت الصورة خِلال شهر كانون الثاني (يناير) سنة 2008 في مدينة سيريكوندا، بغامبيا.

مثل تصوير الأطفال، الشباب، وكبار السن.. إلخ وله أساليب مختلفة جداً لأخذ الصور المميزة لكل فئة من العمر، 
يفضل أن يكون التركيز على الوجه والعين
بشكل أكبر على النظرة واتجاه النظر وهناك أساليب عديدة لا تعد ولا تحصى لإبراز الصورة بشكل مميز.
التصوير في هذا المجال ممكن بوجود شخص، شخصين أو أكثر وكل فئة لها طرق خاصة للتعامل معها، 
وأسهل الفئات هو تصوير شخص واحد فقط يتمكن
المصور من خلال المحادثة معرفة شخصية وبعض نقاط الجمال والضعف في وجه الشخص لكي تكون الصورة طبيعية بتعابير الوجه.

## التصوير التجريدي Abstract
فن من فنون التصوير هو تجريد الموضوع عن ما تراه العين، وبمعنى آخر: تصوير الشيء بطريقة معينه تثير التساؤلات في ذهن المتلقي وليس من الضروري أن
توضح الصورة كفكرة ومفهوم أو تكون معنى واضح ومقروء للمتلقي ولكن أن تفتح تصورات لا حدود لها في خيال المشاهد وجمال الصورة يكمن في إحساس المصور.

## التصوير السريالي Photomontage
ظهر فن التصوير السريالي في سنوات العشرينات من القرن الماضي على يد الفنان النمساوي راؤول هوسمان، وجاء ذلك عندما ظهرت له نتائج استخدام التركيب بشكل إبداعي، وفكر بأن يخلق مواضيع جديدة بتلك الصور المركبة ويخرجها عن سياقها المألوف والمتعارف عليه في خرق للقواعد الأكاديمية. 
التصوير السريالي هي صورة تم انشاؤها لتمثل شيئا من الخيال الذي لا يمكن أن نشاهده في العالم الحقيقي، وذلك باستخدام برامج التعديل على الصور مثل الفوتوشوب.

## التصوير الصحفي Photojournalism
التصوير الصحفي أو الصحافة المصورة يعتمد على اقتناص الفرص بالدرجة الأولى وعلى سرعة المصور
ونباهته وإمكانية في معرفة اللقطات الملفتة والجذابة، المهمة للحدث ويجب أن تكون
واقعية واضحة ومفهومة وغير جزئية، مبهمة للمشاهد.

## التصوير الرياضي Sports photography

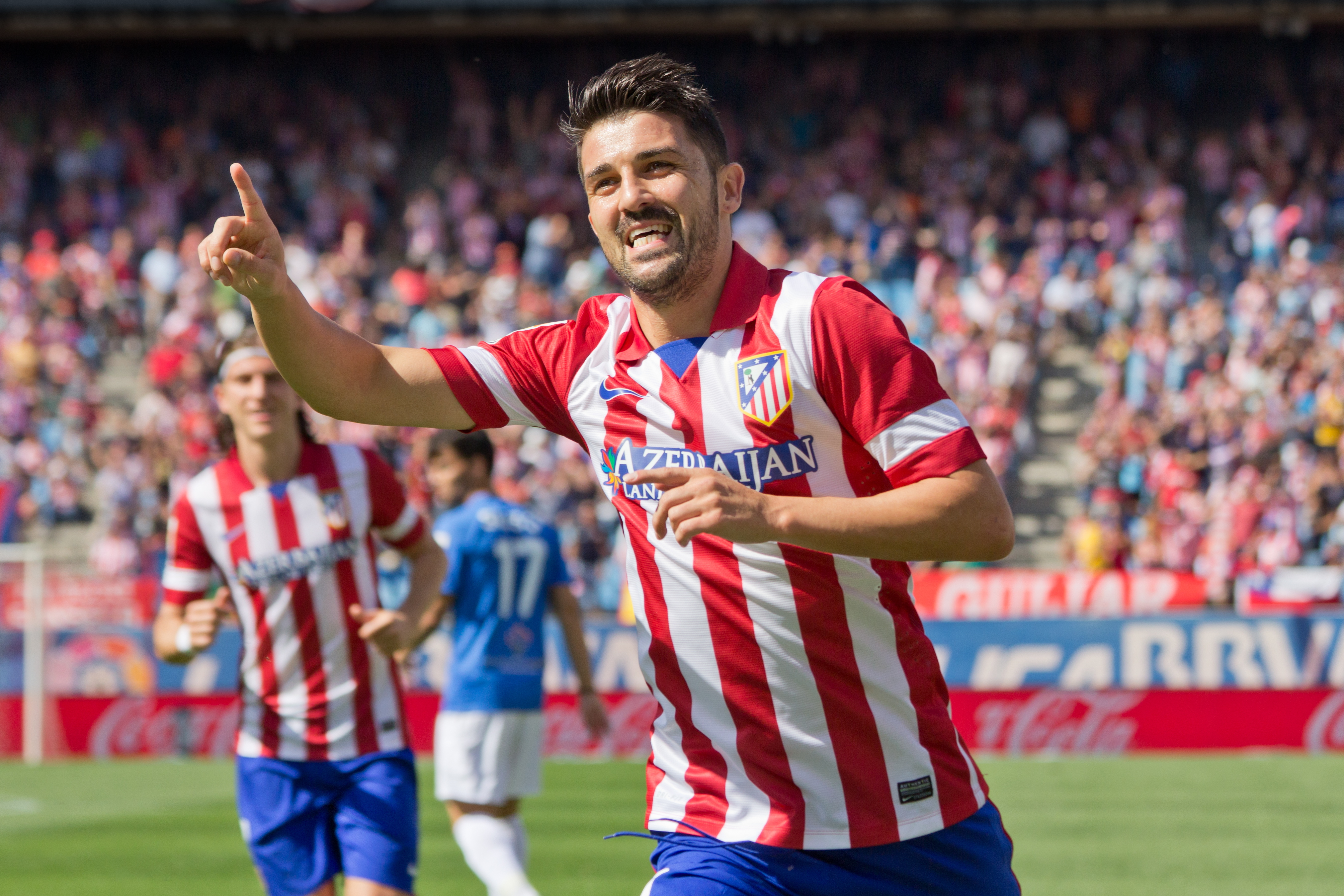
صورة رياضية للاعب كُرة القدم الإسپاني ديڤيد ڤيا بعد تسجيله هدفًا لفريق أتلتيكو مدريد.

التصوير الرياضي يعتبر جزء من التصوير الصحفي، ويعتبر اقتناص الفرص فيه شيء في غاية الأهمية. 
لنجاح أي صورة رياضية يجب على المصور الرياضي الإلمام والمعرفة بأساليب وطرق كل لعبة رياضية لزيادة الفرص في التقاط صور مميزة، 
تستخدم عدسات زوم ذات بعد بؤري طويل لتصوير الإحداث الرياضية أو وضعية التصوير الرياضي في الكاميرات الصغيرة.

## التصوير تحت الماء Underwater photography
التصوير تحت الماء هو عملية التقاط صور تحت الماء، وهو يتم بواسطة الغوص أو السباحة في الماء، وهذا النوع من التصوير يمثل تحديا كبيرا لأنه يتطلب معدات وتقنيات متخصصة جدا.
التصوير تحت الماء هو فن إبداع إلقاط الصور تحت الماء، وهذا ما يمثل التحدي في أنك تقوم بشيئين مختلفين في نفس الوقت فأنت تجمع بين إتقان مهاره الغوص أو السباحة ومهارة استخدام الكاميرا تحت الماء.

## تصوير الحياة الصامتة
هو تصوير الأشياء الثابتة، تتكون الصور من المادة (عنصر أو عناصر عديدة) 
غالباً يتم العمل على صور الطبيعة الصامتة داخل الاستديو لتنسيق العناصر والإضاءة.
و يستخدم بكثرة لتصوير الإعلانات لأنها تحتاج إلى الوقت الكافي والدقة والعناية في
اختيار العناصر بعكس الصور الصحفية التي تحتاج إلى السرعة وهذا سوف يكون ملائم جدا للمبتدئين

## التصوير الإعلاني
يدخل ضمن هذا المجال جميع أنواع التصوير ومنه التصوير السياحي والحياة الصامتة ويعتمد بشكل كبير على الدراسة الشاملة والبحث المتقن المحدد لإخراج الصورة بالشكل المطلوب. يحتاج إلى: أفكار متجددة، خيال واسع، إبداع في الإنتاج والتنسيق للتكوين والإضاءة.

## التصوير الجوي Aerial photography
التصوير الجوي فن من فنون التصوير ويعتمد على أخذ اللقطات والصور من غالباً الجو عن طريق الهليكوبتر أو طائرة مدنية أو من أماكن مرتفعة جداً.
أول من أجرى تصويرا جويا كان الفرنسي جاسبر فيليكس تورناشون المكنى بـنادار. التقط نادار، المصور وقائد المناطيد، صورة جوية لباريس سنة 1858.
واستطاع أرتور باتوت سنة 1888 التقاط صورة باستعمال طائرة ورقية. والتقط أول فيلم تسجيلي صامت جوي لمدينة روما في 24 أبريل 1909، مدته 3 دقائق و 28 ثانية.
لكن الحرب العالمية الأولى، ولأسباب استخباراتية، هي من أعطت للتصوير الجوي أهميته. حيث استعملت آلة التصوير الجوي نصف الأوتوماتيكية، والتي صممها سنة 1911 المهندس العسكري الروسي الكولونيل بوت.

## التصوير المعماري Architecture
هو تصوير المباني وإبراز جمالها بطرق فنية وهناك نوعين من التصوير المعماري تصوير خارجي وداخلي.

## البانوراما Panorama
التقاط سلسلة من الصور لمشاهد عديدة من زوايا ودرجة متساوية، وتجميعها مع بعضها البعض في صورة واحدة عرضية أو طولية.

## سليويت Silhouettes
فن تظهر فيه الأجسام سوداء محددة دون إظهار ملامحها والخلفية ملونة ويكون ذلك عن طريق جعل الإضاءة خلف الموضوع (خلف الجسم المراد تصويره).

## التصوير السري Secret photography
التصوير السري يشير إلى استخدام جهاز تسجيل الصورة أو الفيديو لتصوير شخص لا يعلم أنه يجري تصويره عمدًا. ويُطلق عليه أحيانًا التصوير السري، وهو مصطلح يستخدم غالبًا بين المحققين المحترفين أو التصوير غير المصرح به.
قد يكون الشخص غير مدرك أنه يجري تصويره في مجموعة متنوعة من الحالات، مثل:
- مراقبة الدوائر التلفزيونية المغلقة الثابتة أو المتنقلة في الأماكن العامة أو الخاصة.
- مطاردة المصورين للمشاهير.
- استخدام كاميرا خفية في الصحافة الاستقصائية.
- التصوير بواسطة التلصص.
- خلال التجسس الصناعي.
- خلال جمع المعلومات الاستخبارية من قبل الشرطة أو المتحرين.
- خلال مرحلة التحقيق للأحكام القضائية المطالبة بـتعويضات العمال.
- من قبل القائمين بالقانون.
- من قبل المتظاهرين أو الناشطين السياسيين.
- من قبل الأكاديميين مثل باحثي الإثنوغرافيا أو علماء الاجتماع المراقبين المشاركين.
- كـمزحة، على سبيل المثال، من هاتف أحد الأصدقاء المزود بـكاميرا محمولة.

## اقرأ أيضاً
- استبانة (تصوير)
- جائزة أفضل مصور غذاء
- التصوير الغذائي